# Катетер

Катетер Фолея для введення в сечовий міхур, з балоном для довготривалої фіксації. 1 — канюла з клапаном каналу для роздування фіксаційного балона; 2 — зовнішній отвір основного каналу катетера; 4 — фіксаційний балон в наповненому і спорожненому стані; 5 — внутрішній бічний отвір основного каналу

Кате́тер (нім. Katheter ← лат. catheter ← грец. καθετήρ — «те, що спускають») — виріб медичного призначення у вигляді порожнистої трубки, призначений для з'єднання природних каналів, порожнин тіла, судин з зовнішнім середовищем з метою їх дренування, введення в них рідин та газів, промивання, або проведення через них хірургічних інструментів. Процес введення катетера називається катетеризацією.

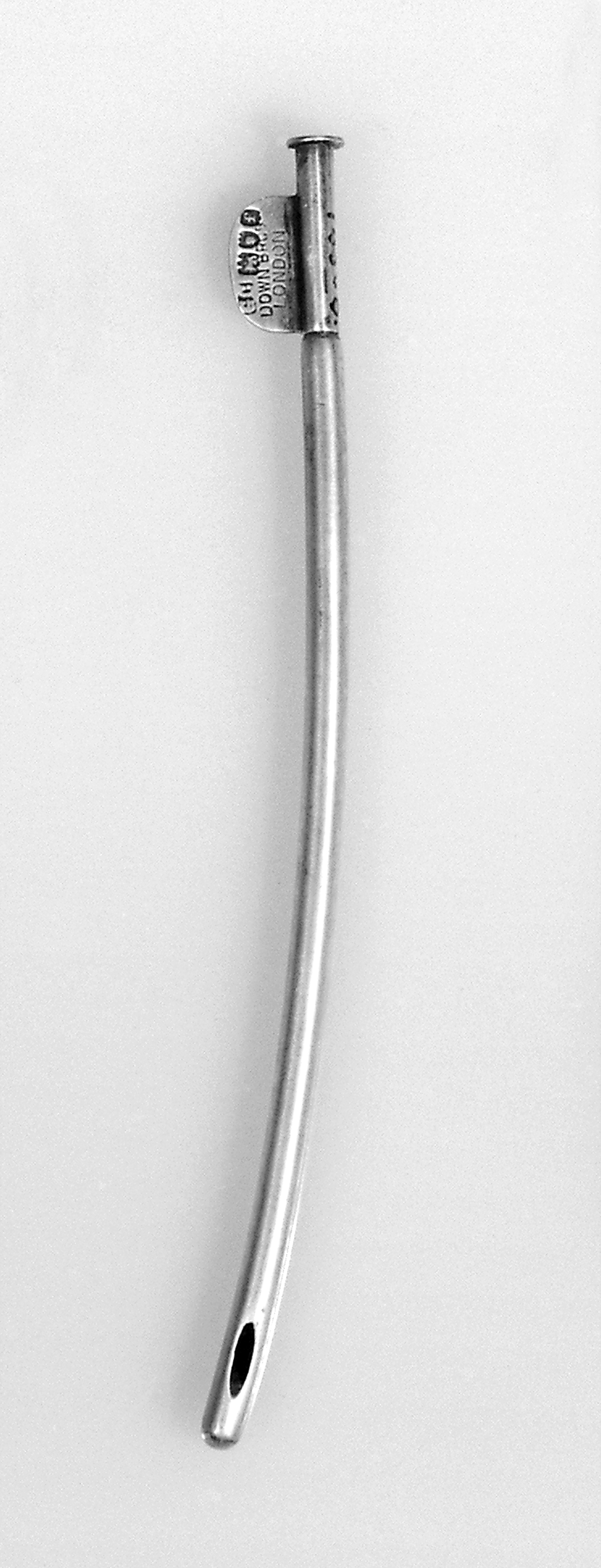
Срібний жорсткий жіночий катетер

## Види
За еластичністю:
- м'які
- еластичні
- жорсткі

М'які катетери виготовляють з пластичних матеріалів, наприклад, з гуми або пластифікованого поліхлорвінілу, латексу, силікону, нітрилу, поліуретану, ізопропілену.
Напівжорсткі (еластичні) катетери виготовляють з пружин-спіралей (металева чи пластифікатна) покриті інертними матеріалами (гіпоалергенними).
Жорсткі (тверді) катетери виготовляють з металу (нержавіюча сталь, срібло), вкрай рідко з твердих пластмас.
За призначенням:
- судинні:
  - венозні[1]
  - артеріальні
- порожнинні катетери

До порожнинних катетерів відносяться широко розповсюджені сечові уретральні катетери, призначені для введення в сечовипускальний канал з метою спорожнення сечового міхура, коли це неможливо природним чином, ниркові катетери, інтестінальні та шлункові катетери, кисневі катетери (назальні). Також катетери встановлюються черезшкірно, в порожнини: жовчний міхур (холецистостомія), балію нирки (нефростомія), той же сечовий міхур (надлобкова цистостомія), гастростомія, а також в неприродні порожнини для їхнього дренування — кісти, абсцеси, ехінококові бульбашки та ін. Також до цієї групи належать дилатаційні катетери.

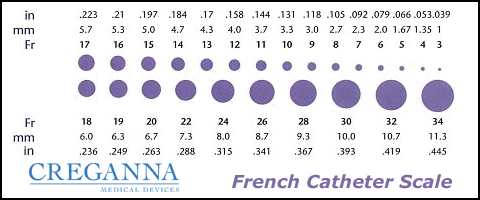
Шкала розмірів катетерів, Френч

До судинних катетерів відносяться центральні та периферичні, венозні та артеріальні канюлі. Вони призначені для введення лікарських розчинів в кровотік (або для забору крові в тих чи інших цілях — наприклад, для детоксикації) і встановлюються черезшкірно. Як випливає з назви, периферичні катетери встановлюються в периферичні поверхневі вени (найчастіше це вени кінцівок: лат. basilica, cephalica, femoralis, а також вени кисті, стопи, у немовлят — поверхневі вени голови), а центральні — у великі вени (лат. subclavia, jugularis). Існує методика катетеризації центральних вен з периферичного доступу — при цьому використовуються дуже довгі катетери. Також існують катетери-порти.
За розміром, залежно від галузі застосування, використовують різні системи. Наприклад для вказання розміру урологічних катетерів використовують систему Френч.

## Історія
Офіційне масове згадування про катетер та катетеризацію сечового міхура датується XVIII ст..

## Будова

### Венозний периферійний катетер

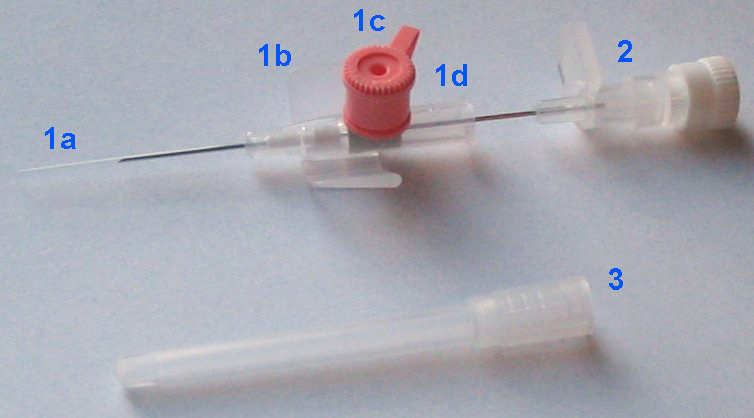
Венозний катетер, будова: (1а) венозний катетер; (1b) крила для фіксації; (1c) інжектор в кольоровому кодуванні розміру катетера (тут 20G); (1d) Роз'єм Luer-lock для інфузійної системи; (2) сталевий мандрен (наполовину втягнутий); (3) захисний ковпачок.

- Венозний катетер (тонка пластикова трубочка) одягнутий на сталевий мандрен зі зручною ручкою (для утримання в пальцях рук)
- Крила для фіксації («метелики», «фіксатори», «упори» тощо)
- Інжектор в кольоровому кодуванні відповідно до розміру катетера (залежно від типу шкали)
- Роз'єм для інфузійної системи (різні системи)
- Захисний ковпачок

## Застосування

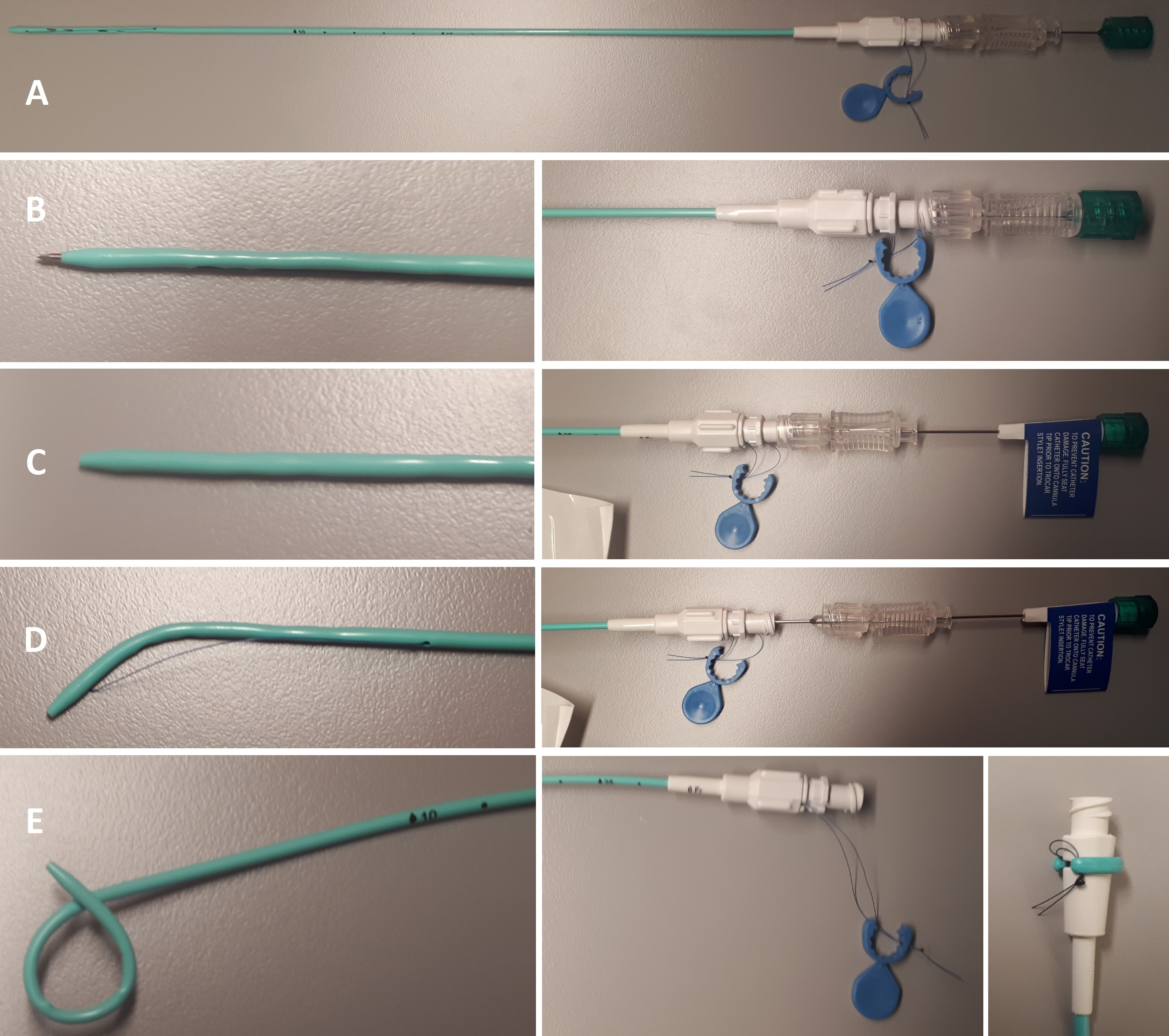
Використання Пігтейл катетера

Усі катетери вимагають фіксації. Практично завжди виконується фіксація катетера до шкіри пластиром, спеціальними фіксаторами або шовним матеріалом. Також використовується фіксація катетера в порожнини шляхом зміни його форми після введення (це стосується порожнинних не судинних катетерів): надувний балон, система петлі (пігтейл, закрита петля, міні-пігтейл), система Malecot, система Petzer і ін. Останнім часом найбільшого поширення набула система Пігтейл (англ. pigtail — поросячий хвіст) — як найбільш безпечна, малотравматична і проста у застосуванні. Катетер (зазвичай полівініловий) має кінчик у формі поросячого хвоста — при введенні він в розпрямленому вигляді знаходиться на стилеті чи провіднику, а після введення катетера в порожнину і видалення провідника, катетер знову скручується, що перешкоджає випадінню. Для більш надійної фіксації в стінку катетера поміщається волосінь, яка при підтягуванні жорстко фіксує кінчик катетера до основи петлі.
Один з найбільш популярних видів урологічних катетерів, використовуваних в медичній практиці, — катетер Фолея. Серед катетерів Фолея виділяють 2-, 3-х ходові катетери, всі вони призначені для короткочасної або тривалої катетеризації сечового міхура (як у чоловіків, так і у жінок) з метою проведення медичних маніпуляцій. Зазвичай, катетер Фолея виготовляється з латексу і покривається силіконом для збереження належних функціональних характеристик. Розмір катетера визначаться у Френч-ах (Французька система масштабування катетерів). Фіксація катетера в порожнині сечового міхура відбувається завдяки роздуванню балона, розташованого на дистальному кінці катетера.

## Розміри
Розміри венозних катетерів (центральних та периферійних) за шкалою Бірмінгем.
| Розмір (Gauge, Ga) | Зовнішній діаметр (мм) | Макс.пропускна можливість (мл/хв) | Колір     |
| ------------------ | ---------------------- | --------------------------------- | --------- |
| 14                 | 2.10                   | 250–300                           | Оранжевий |
| 16                 | 1.65                   | 200                               | Сірий     |
| 18                 | 1.27                   | 75–120                            | Зелений   |
| 20                 | 0.90                   | 40–80                             | Рожевий   |
| 22                 | 0.71                   | 55                                | Синій     |
| 24                 | 0.56                   | 35                                | Жовтий    |
| 26                 | 0.46                   | 13–15                             | Чорний    |

## Галерея

Урологічні катетери з різними видами «кінчика».
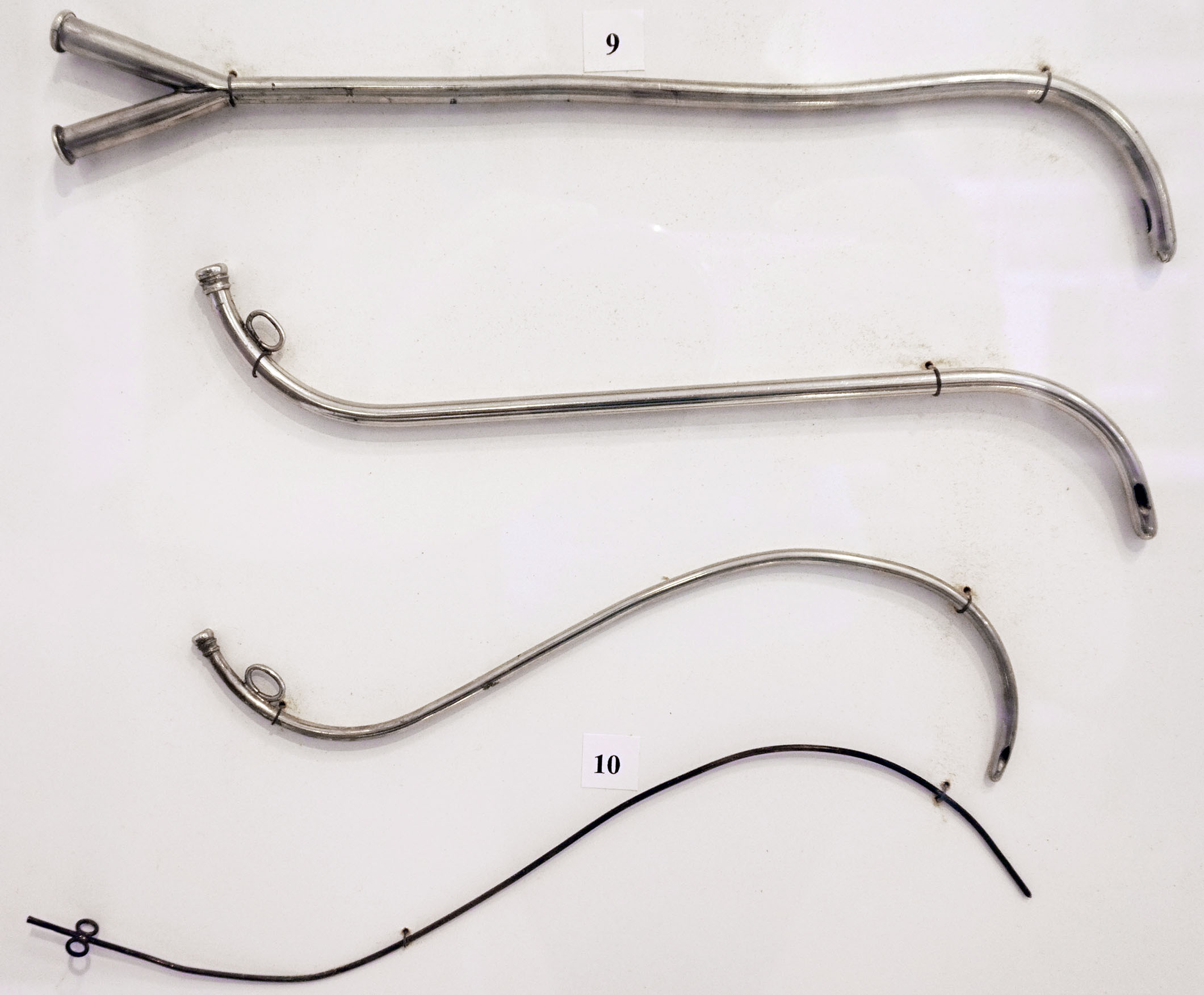
Катетери в Музеї військової медицини в Лахті, Фінляндія.
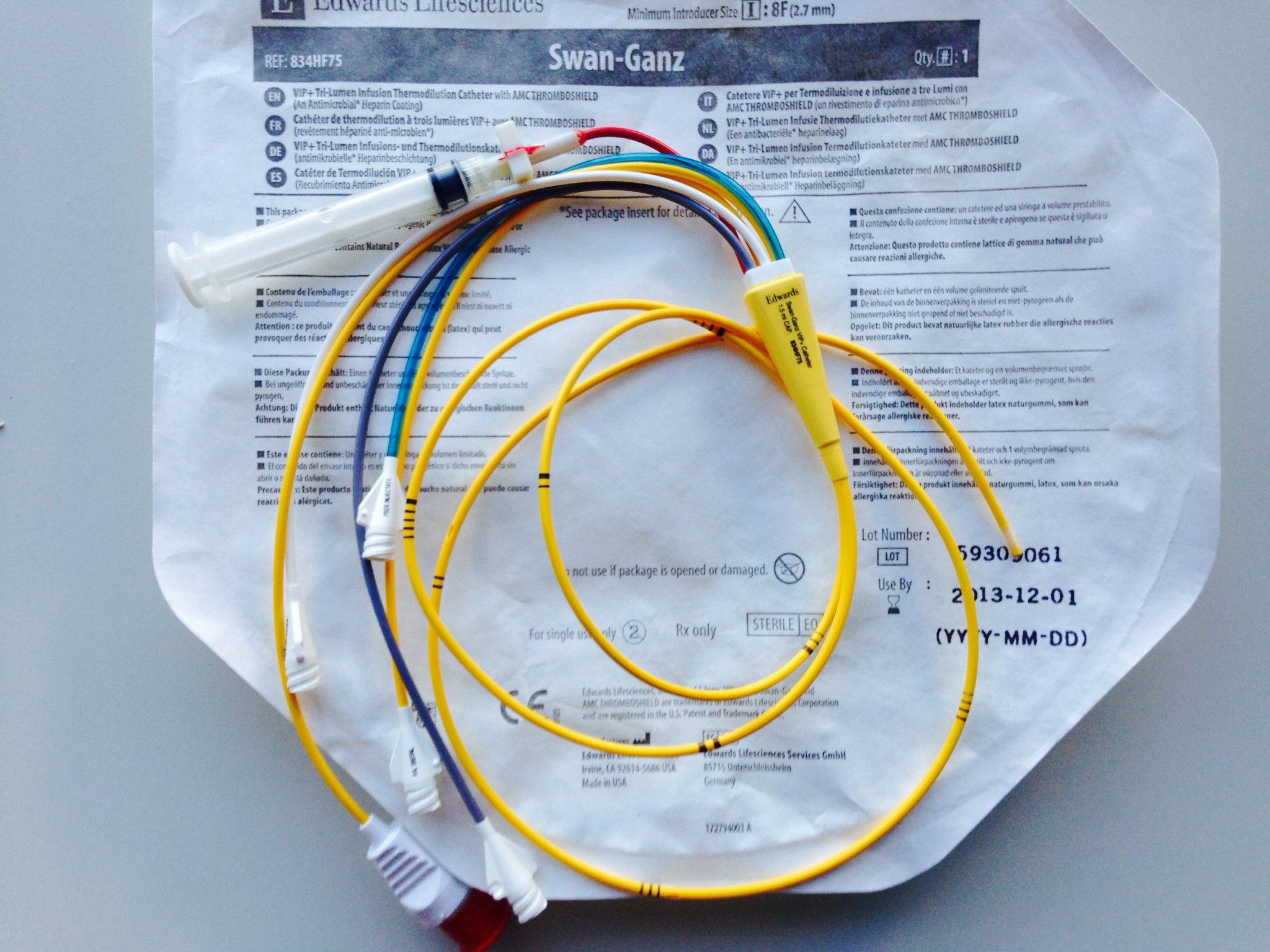
Катетер легеневої артерії.
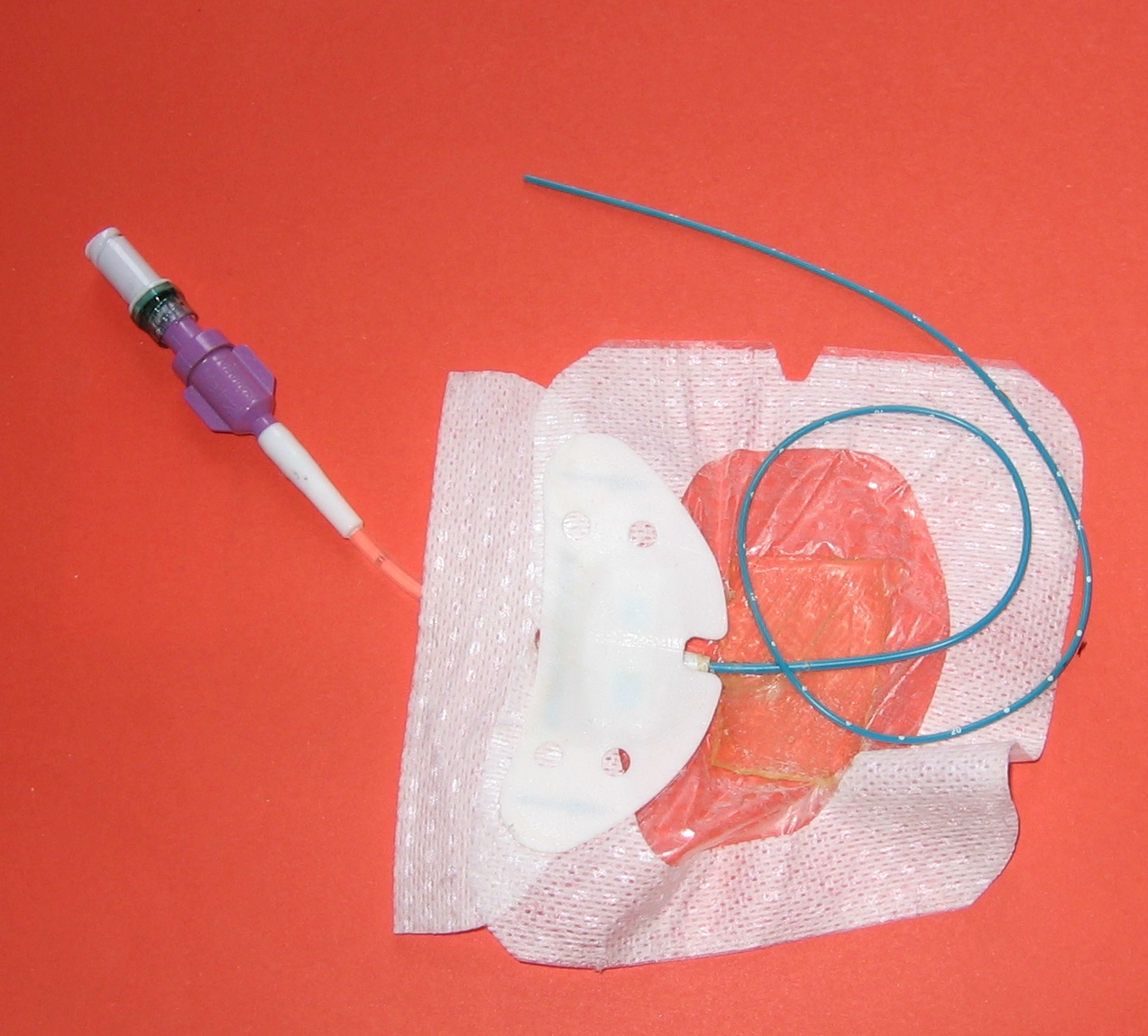
Венозний  центральний катетер (PICC або PIC) після безперервного використання у пацієнта впродовж двох місяців (2018 р., Нідерланди)
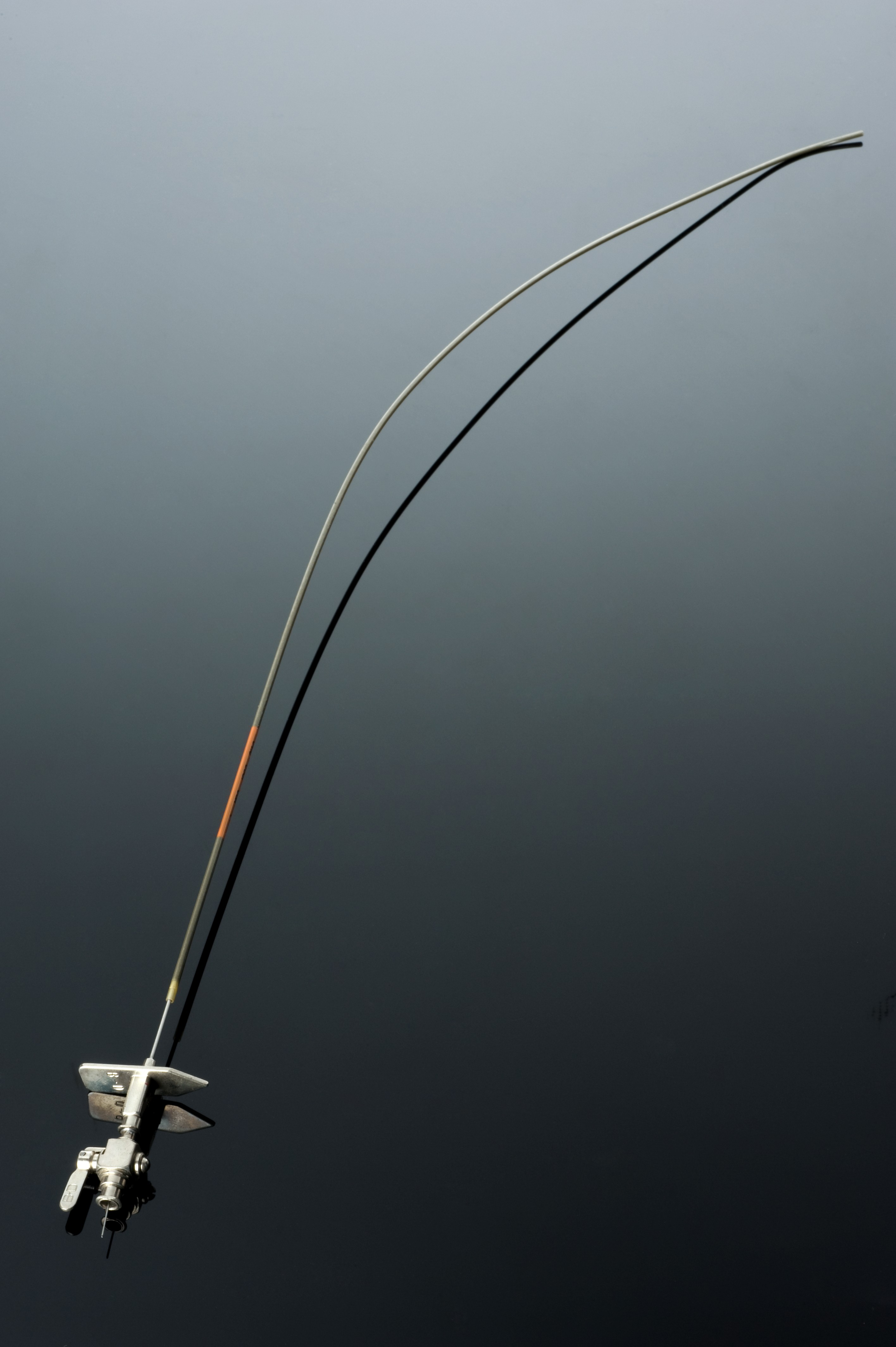
Серцевий катетер: пластикова трубка з металевою основою, Америка, XIX ст.
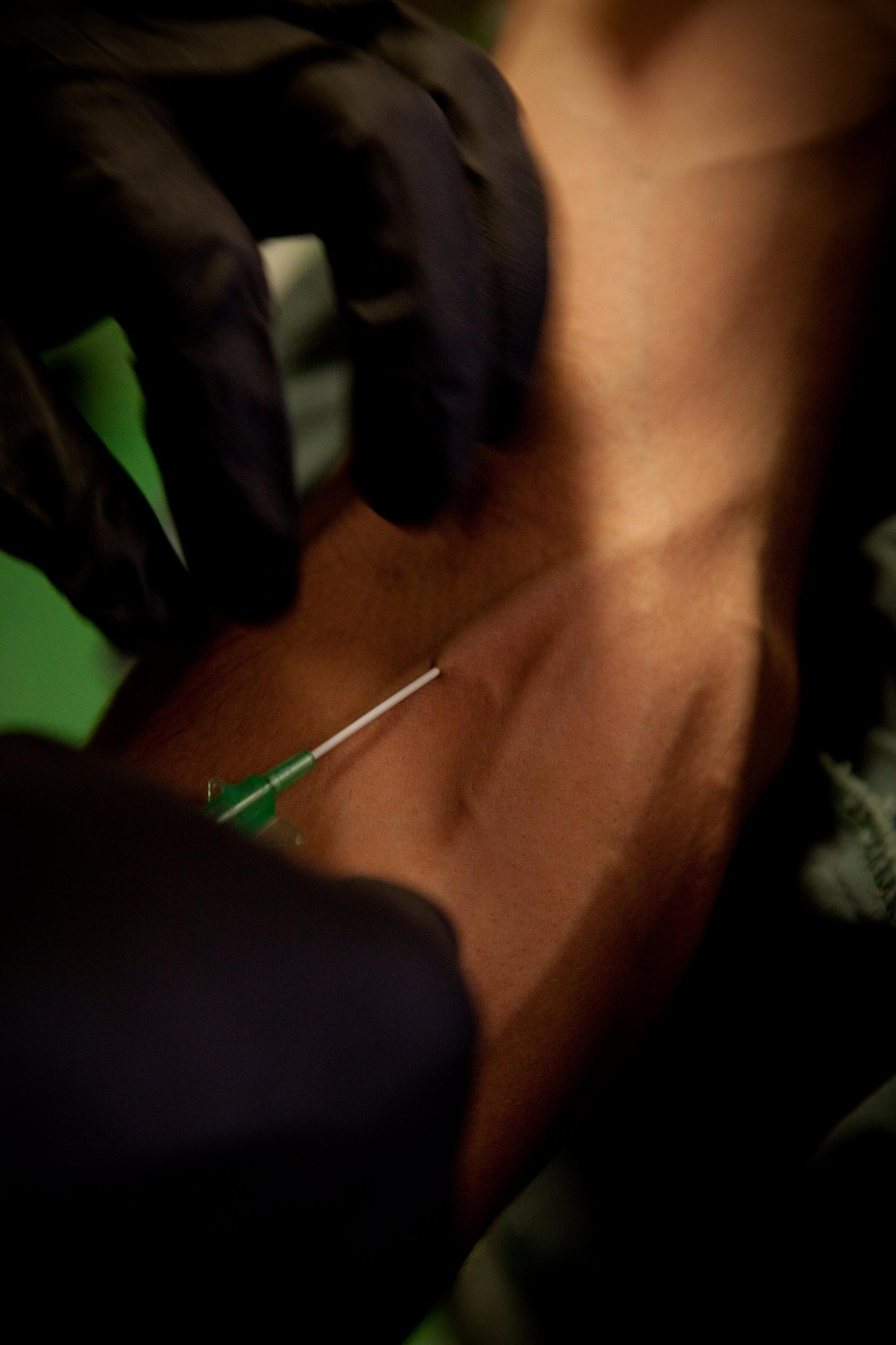
Катетеризація правої підшкірної ліктевої вени
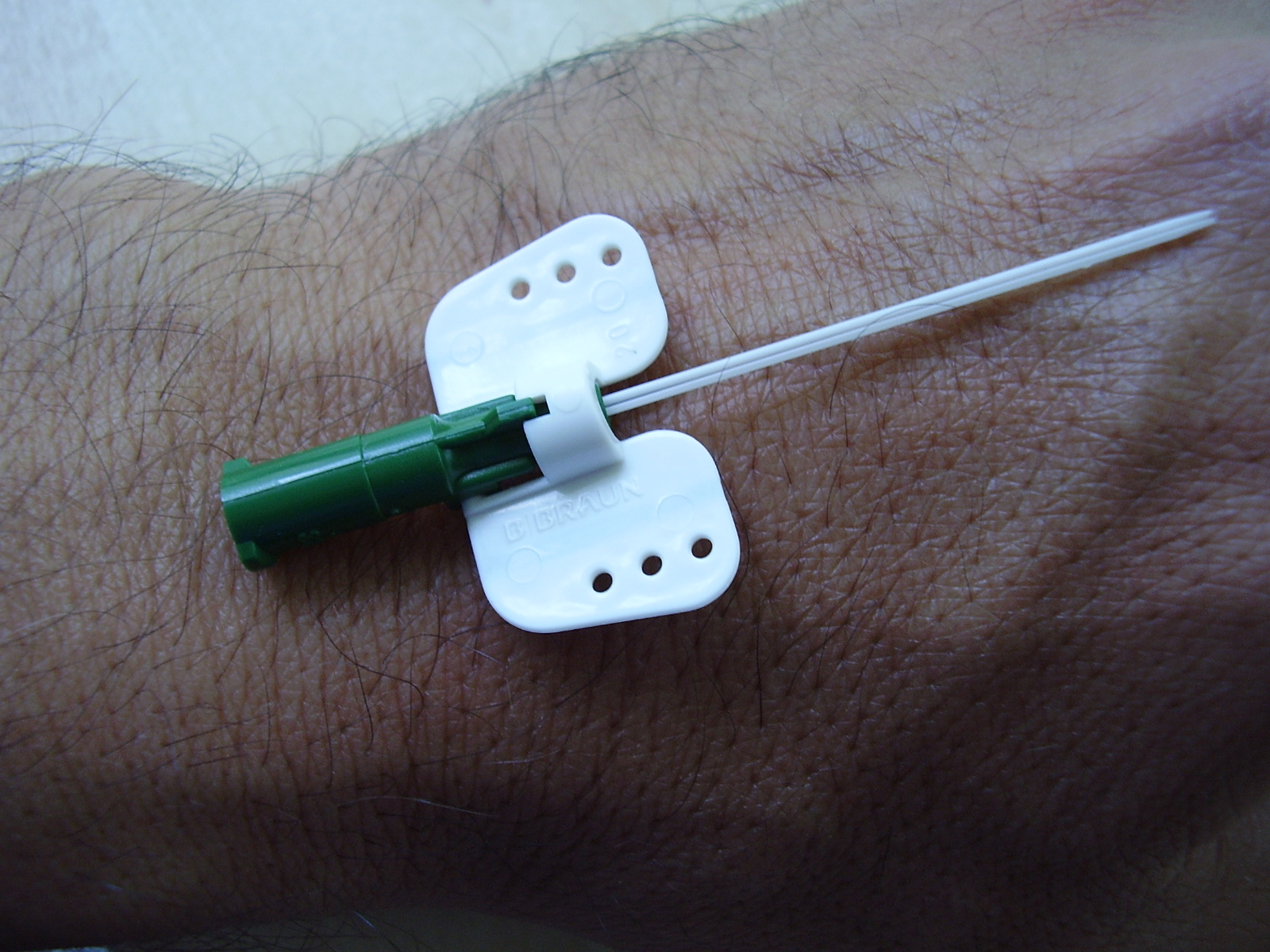
Венозний катетер метелик
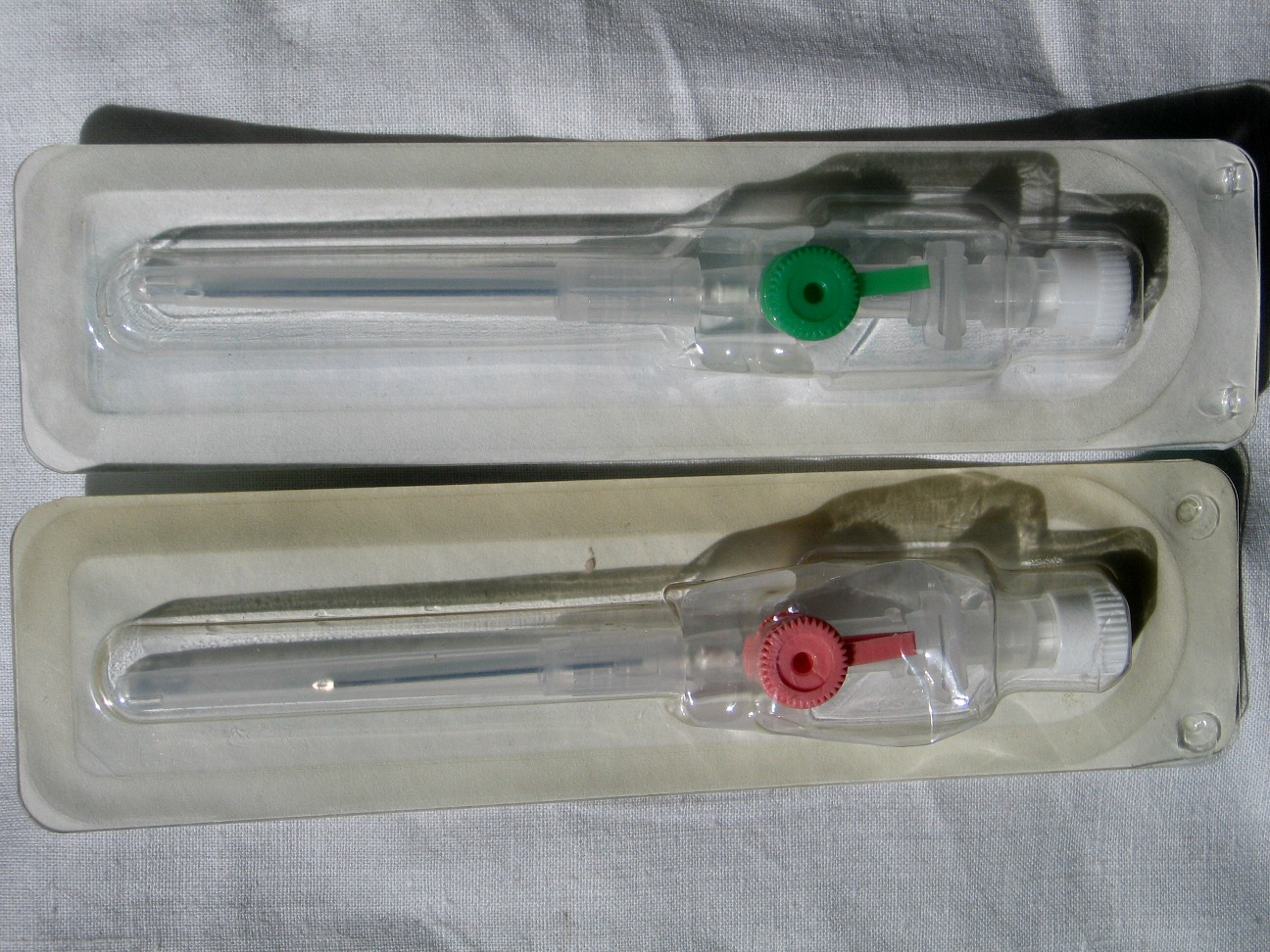
Венозні катетери (з кольоровим позначенням)
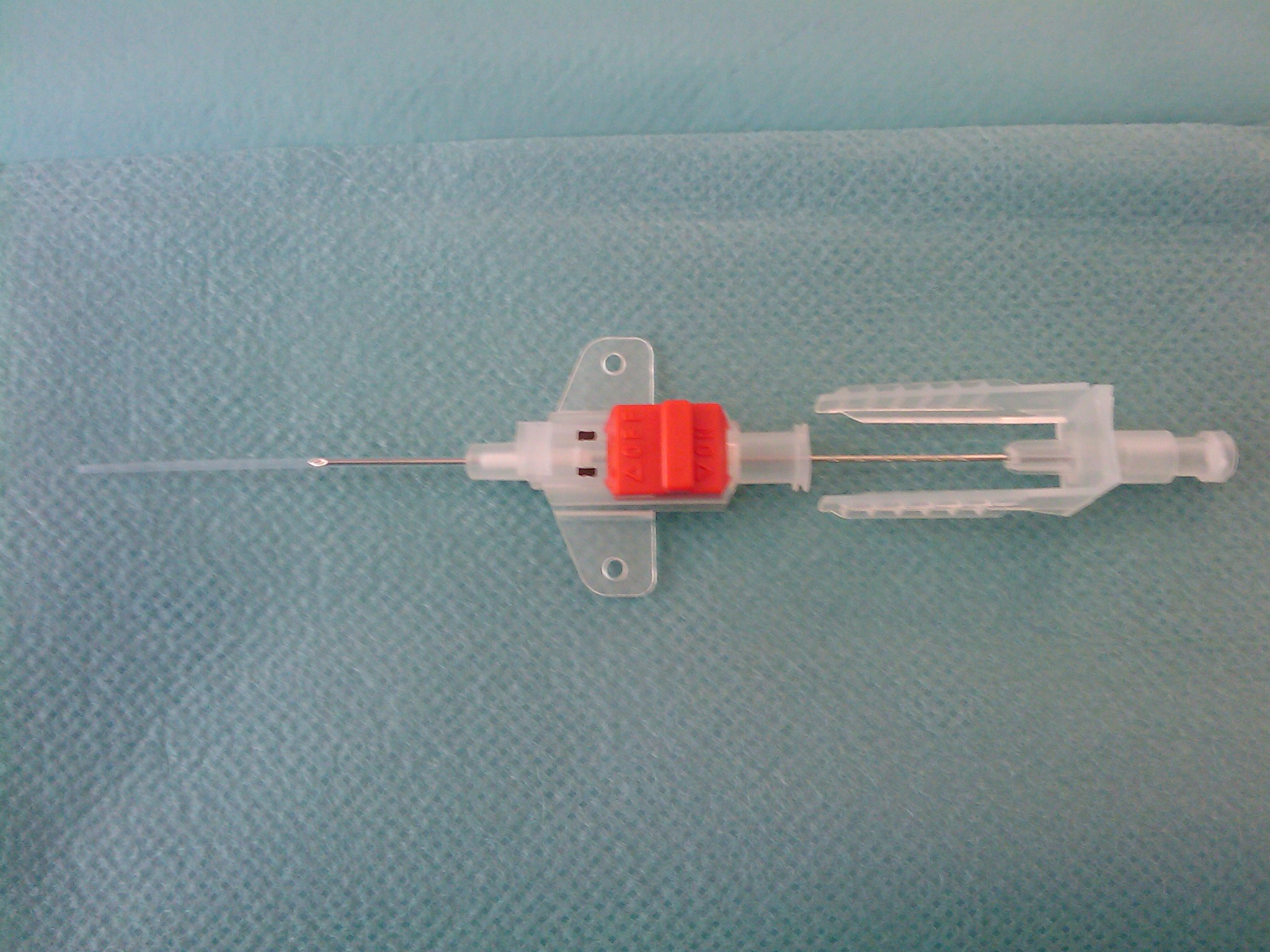
Артеріальний катетер
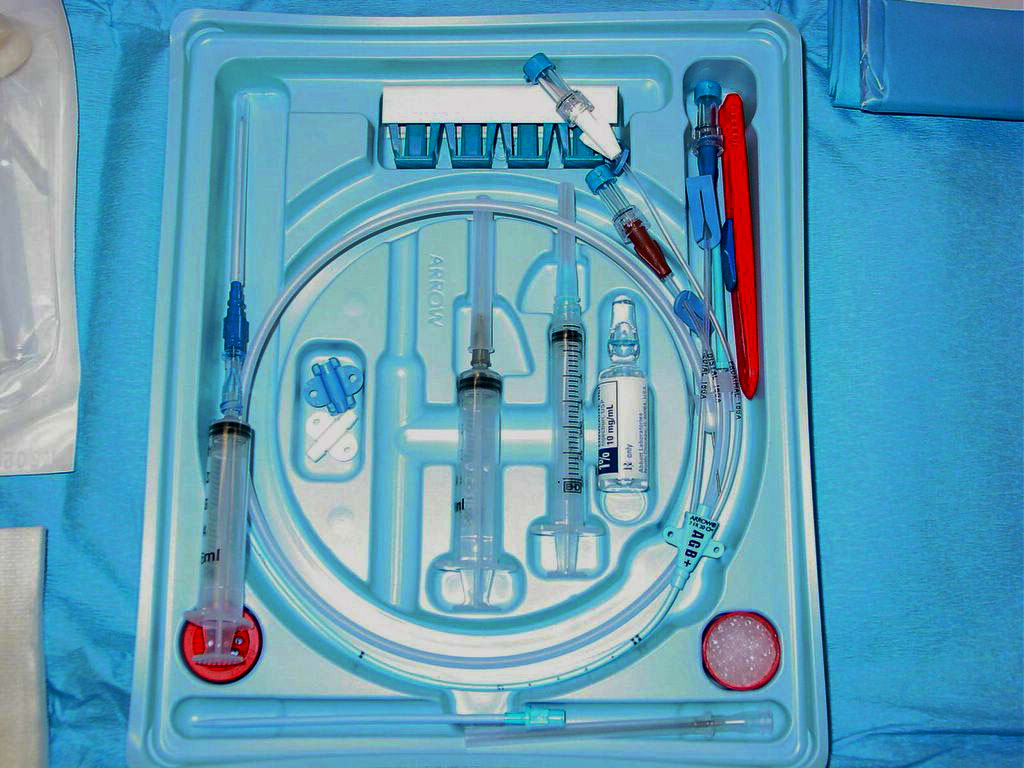
Стандартний набір для катетеризації центральних вен
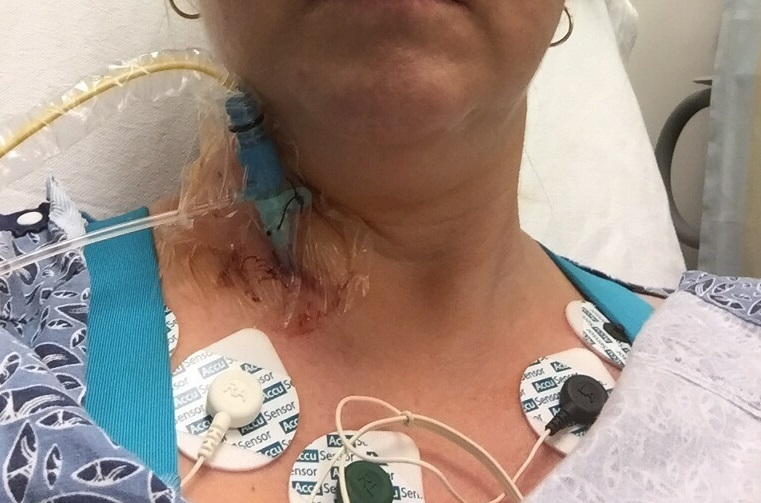
Пацієнтка з встановленим катетером (катетеризація Верхньої порожнистої вени праворуч зверху)
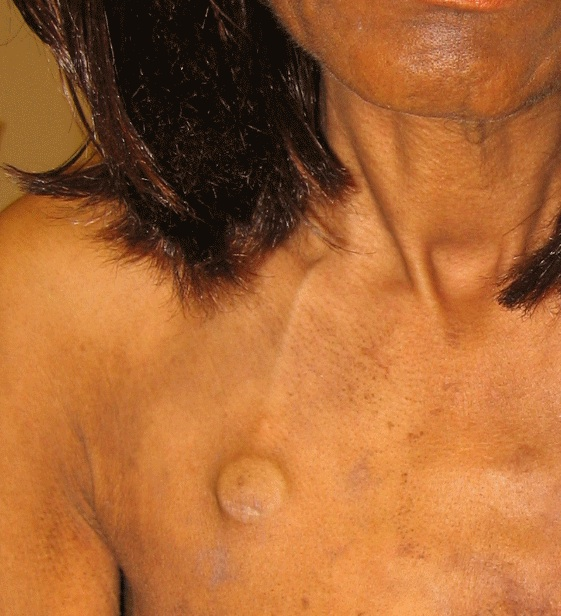
Катетер-порт. Кругла «шишка» над правою м/з жінки під шкірою — це порт.
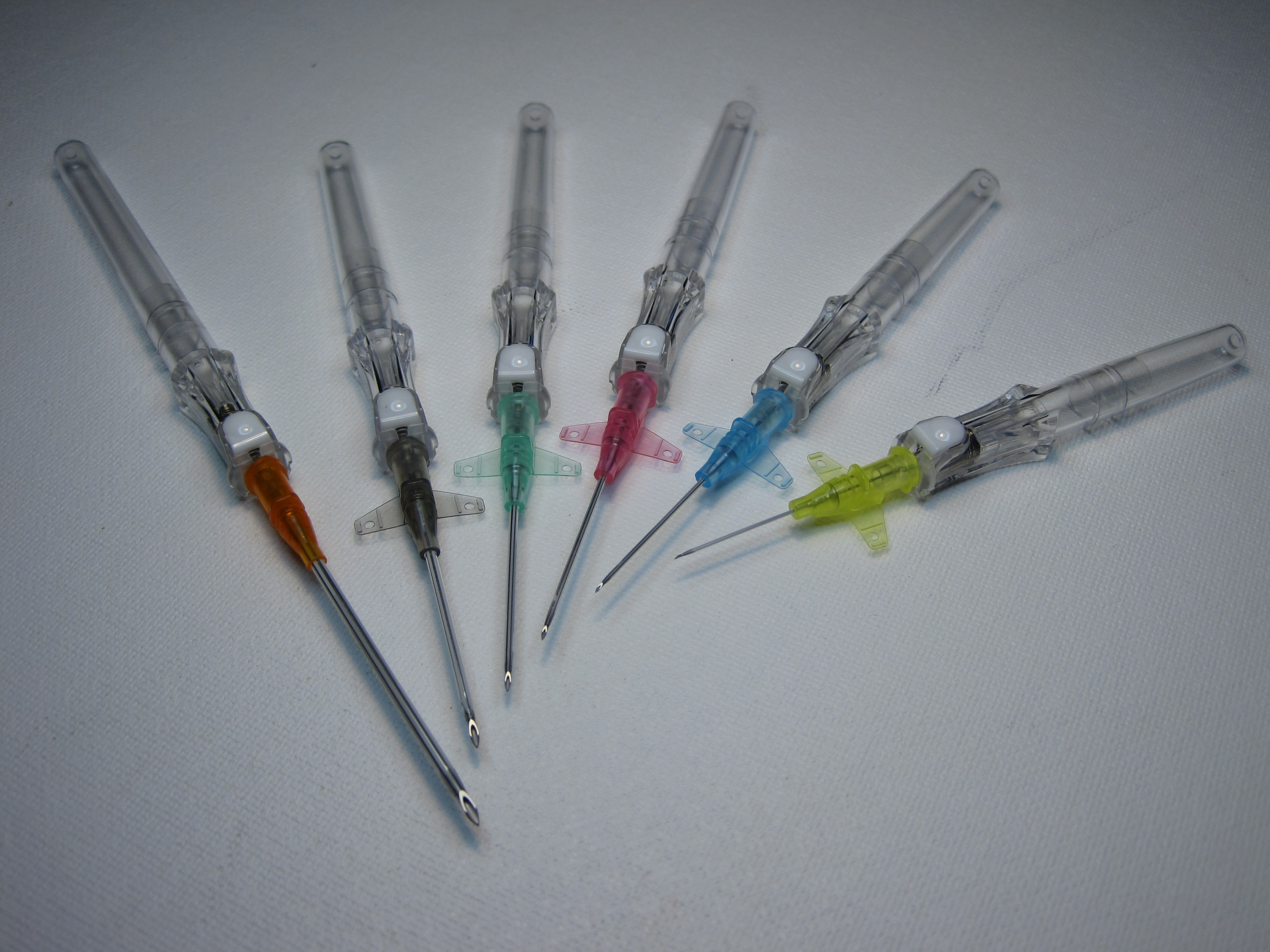
Кілька інтравенозних катетерів (IV), розміри 14(оранжевий), 16(сірий), 18(зелений), 20(червоний), 22(синій), and 24(жовтий) Ga.
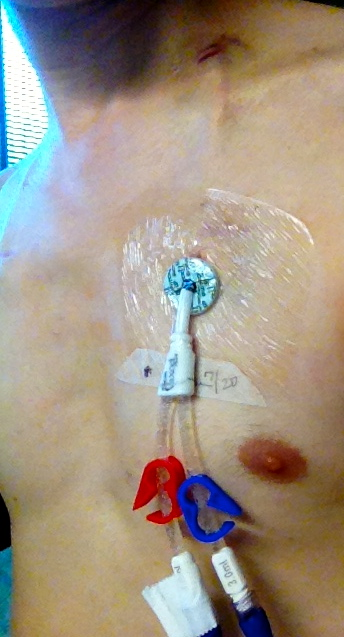
Прямий Хікмен (Hickman) катетер з двома каналами[a].
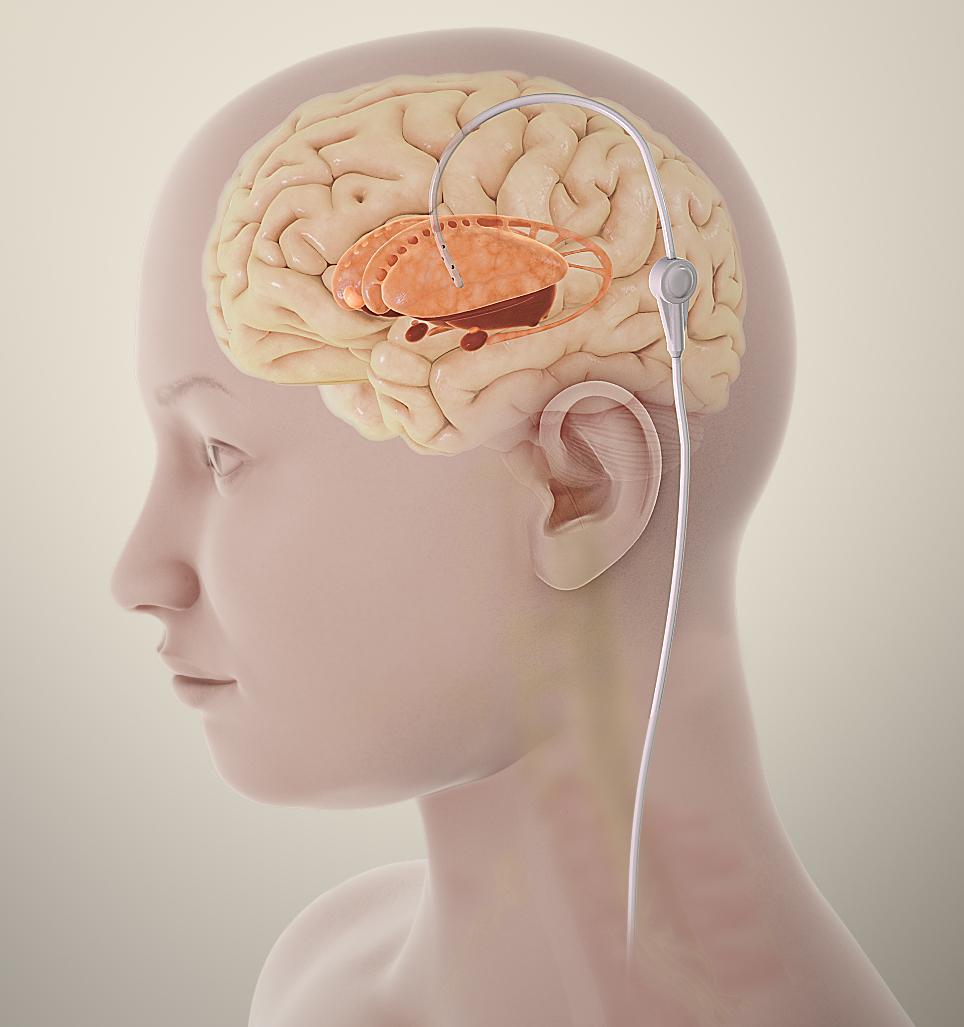
Катетер вводиться в шлуночок головного мозку для вимірювання внутрішньочерепного тиску і зменшення тиску в черепі після травматичного ушкодження головного мозку.